# EuropaBio
EuropaBio est une association européenne qui représente les intérêts de l'industrie des biotechnologies. Elle regroupe les acteurs économiques des trois secteurs d'activité principaux de la biotechnologie : l'agriculture, la santé et l'industrie.

## Objectifs et activités
EuropaBio a pour objectif de défendre les intérêts de l'industrie biotechnologique dans l'Union européenne. Elle demande un marché libre et concurrentiel pour les produits biologiques, notamment les organismes génétiquement modifiés et une régulation faible afin d'augmenter la compétitivité économique du secteur.
Elle agit au moyen d'activités de lobbying auprès des institutions européennes. Elle publie des rapports sur les activités de l'industrie biotechnologiques et l'impact des politiques publiques européennes sur celles-ci, et adresse des demandes à la Commission européenne, au Parlement européen et au Conseil des ministres afin d'influencer la législation.

## Organisation

### Structure
EuropaBio dispose d’un conseil d’administration composé de représentants des membres. Depuis juin 2015 et pour une période de deux ans, le président du conseil d’administration est Carlo Incerti. Son secrétaire général est John Brennan.
Le conseil d’administration est assisté de conseils sectoriels représentant les différentes branches d’EuropaBio : l'industrie agroalimentaire, l'industrie pharmaceutique et l'industrie chimique, ainsi qu'un conseil des associations nationales. Ces quatre structures organisent des groupes de travail auxquelles participent des représentants des compagnies membres et des associations nationales.

### Membres
En 2010, EuropaBio regroupe 66 entreprises, 7 membres associés, dont 4 bio-régions, et 22 associations nationales. Via les associations nationales, EuropaBio affirme représenter plus de 1800 petites et moyennes entreprises du secteur des biotechnologies en Europe.[réf. nécessaire]
Le Guardian la décrit comme le groupe d'intérêt de l'industrie biotechnologique le plus grand et le plus important d'Europe. Les principales entreprises du secteur des biotechnologies comme Monsanto et Bayer en sont membres.

## Controverse
En octobre 2011, la presse publie un document produit par Europabio qui révèle qu'elle cherche à recruter des personnalités influentes afin de promouvoir les organismes génétiquement modifiés (OGM). La lettre est adressée notamment à deux anciens commissaires européens, Chris Patten et David Byrne, à l'ancien Secrétaire général des Nations unies Kofi Annan, à l'activiste pro-OGM Mark Lynas et à Bob Geldof. Elle leur demande d'utiliser leur influence pour convaincre les dirigeants européens d'adopter une législation plus favorable aux OGM, et de signer un manifeste qui sera publié dans le Financial Times. En échange, Europabio propose de rédiger des articles en leur nom, d'obtenir pour eux des invitations à des conférences rémunérées et des interviews dans plusieurs médias internationaux, et de faciliter leur contact avec les responsables européens,.
La députée européenne Caroline Lucas, membre du groupe Groupe des Verts/Alliance libre européenne, déclare : « Cette tentative éhontée d'Europabio de recruter des "ambassadeurs" secrets pour "changer le débat" sur les OGM est une preuve supplémentaire que le puissant lobby des OGM ne reculera devant rien pour imposer ses produits très impopulaires et inutiles aux citoyens européens. Il faut une régulation beaucoup plus forte des lobbyistes d'entreprise dans l'Union européenne, pour éviter que ce type de manœuvres insidieuses porte de graves atteintes à notre système démocratique. »